# Aloísio Lorscheider
Aloísio Leo Arlindo Lorscheider O.F.M., nemško-brazilski rimskokatoliški duhovnik, škof in kardinal, * 8. oktober 1924, Picada Geraldo, † 23. december 2007, Porto Alegre, Brazilija.

## Življenjepis
22. avgusta 1948 je prejel duhovniško posvečenje.
3. februarja 1962 je bil imenovan za škofa Santo Ângela in 20. maja istega leta je prejel škofovsko posvečenje. 26. marca 1973 je postal nadškof Fortaleze.
24. maja 1976 je bil povzdignjen v kardinala in imenovan za kardinal-duhovnika S. Pietro in Montorio.
24. maja 1995 je bil imenovan za nadškofa Aparecide; ustoličen je bil 12. julija istega leta in 28. januarja 2004 se je upokojil.